# 4371 Fyodorov

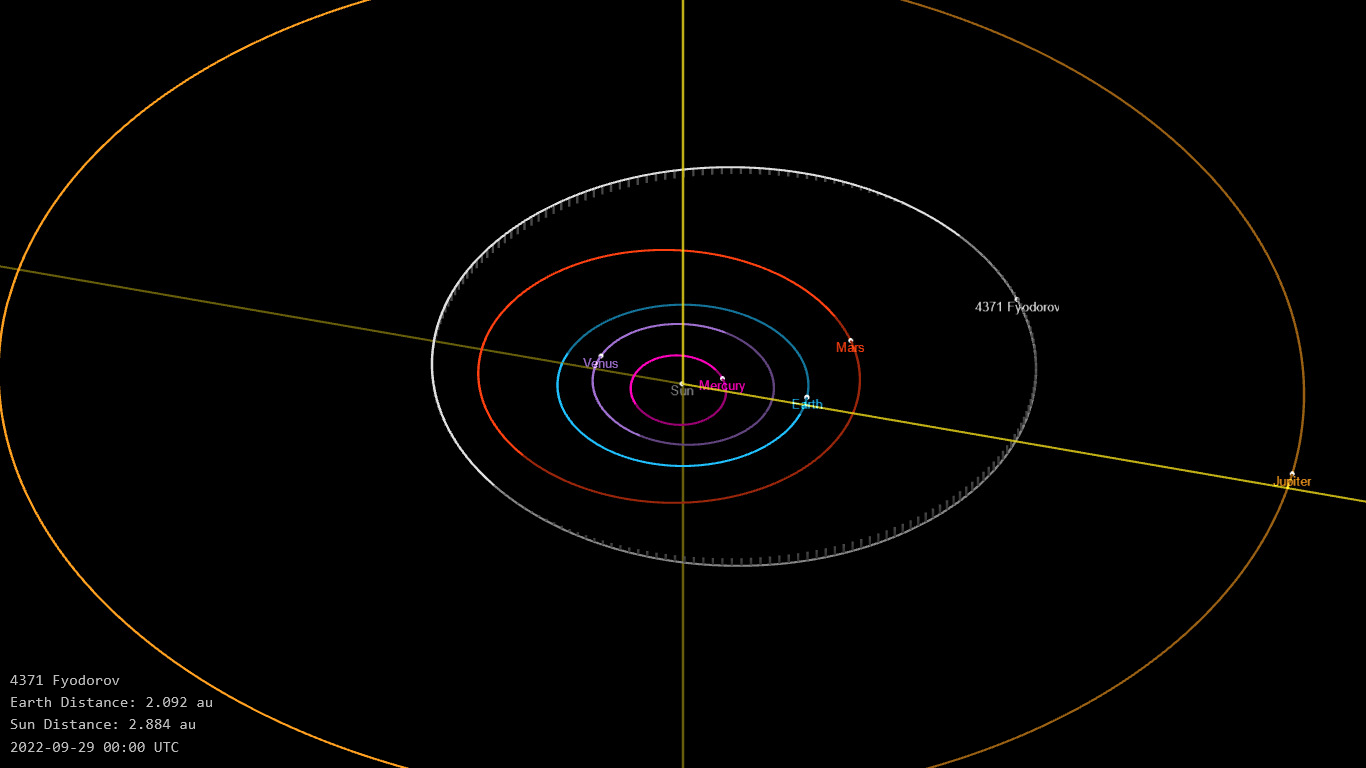

4371 Fyodorov è un asteroide della fascia principale. Scoperto nel 1983, presenta un'orbita caratterizzata da un semiasse maggiore pari a 2,4191163 UA e da un'eccentricità di 0,1885042, inclinata di 2,32734° rispetto all'eclittica.